# Quedenfeldtia trachyblepharus
Quedenfeldtia trachyblepharus är en ödleart som beskrevs av den tyske zoologen Oskar Boettger 1873. Quedenfeldtia trachyblepharus ingår i släktet Quedenfeldtia, och familjen geckoödlor. IUCN kategoriserar arten globalt som nära hotad. Inga underarter finns listade.

## Utbredning
Quedenfeldtia trachyblepharus är endemisk i sydvästra Marocko. Den förekommer på höjder mellan 1200 och 4000 meter över havet.

## Habitat
Arten trivs i klipp- och blockterräng, gärna nära vattendrag. Honan lägger två eller tre ägg i klippskrevor.